# Cochranella castroviejoi
Cochranella castroviejoi är en groddjursart som beskrevs av Jose Ayarzagüena och J. Celsa Senaris 1997. Cochranella castroviejoi ingår i släktet Cochranella och familjen glasgrodor. Inga underarter finns listade i Catalogue of Life.